# Glossario di merletto
Raccoglie i termini inerenti agli strumenti, tecniche, punti della lavorazione dei merletti, trine, pizzi e intrecci.

## B
Balza(fr. “galon”) pizzo di piccola o media altezza con due smerli identici e simmetrici.
Balza dritta(fr. “entre deux”) pizzo di piccola o media altezza con due smerli dritti.
Bandapizzo di piccola o media altezza con un bordo dritto e uno smerlo dall'altro. Il bordo dritto può avere anche una leggera ondulazione oppure uno smerlo più piccolo e leggero rispetto allo smerlo opposto.

## C
Chiacchierinoè un tipo di merletto costruito con una serie di anelli, nodi e catene. Pizzo da decorazione adatto a bordure, serve a rifinire centrini, tende e colletti. Intendesi per chiacchierino anche la navetta per realizzarlo.
Centrinoè un piccolo manufatto tessile d'arredamento realizzato come merletto o ricamo. Di forma solitamente rotonda o tondeggiante (ovale o composita) raramente spigolosa (quadrato o rombo) si appoggia su mobili come credenze, comò o tavoli.

## D
Dentellespizzo a tombolo tradizionale di Cogne.

## F
Filetè un tipo di merletto dalla caratteristica quadrettatura. Costruito su una rete detta modano con spazi riempiti a ricamo.
Fusellispecie di rocchetti, generalmente in legno, sui quali vengono avvolti i singoli fili nella lavorazione a tombolo.

## L
Laizepizzo di altezza grande (+/- 110 cm o 160 cm), senza smerlo.

## M
Macramèè il nome dei merletti tipici della Liguria.
Merletto a tomboloè un pizzo fatto a mano con fuselli.
Merletto gorizianoè un merletto a fuselli realizzato a mano in Friuli Venezia Giulia nel territorio goriziano.
Merletto di Lepoglava(in Croato: Lepoglavska čipka ), è un pizzo a tombolo tradizionale della città croata di Lepoglava.
Merletto di Pago(in croato Paška čipka) è un tipo di merletto che si produce nella città croata di Pago.

## N
Ñandutísignifica in lingua guaraní ragnatela, è un merletto tipico del Paraguay, in particolare della città di Itauguá.

## P
Passamaneriaè composta da molti tipi di bordure che servono per decorare o rifinire abiti o oggetti.
Pizzo di Cantùpizzo a tombolo originario della cittadina brianzola Cantù.
Pizzo d'Irlandai più conosciuti pizzi irlandesi sono del tipo ad uncinetto e ad ago, tra i quali figurano il Pizzo di Carrickmacross, il Pizzo di Limerick, il Pizzo irlandese all'uncinetto e il Pizzo di Curragh.
Pizzo al tombolo di Predoiè un merletto tipico del paese di Predoi, in Trentino Alto Adige.
Puncettoè un pizzo ad ago tipico della Valsesia. Il nome viene dal diminutivo della voce dialettale "punc" che vuol dire "punto" da cui "piccolo punto".
Puntinapizzo di piccola altezza con due smerli non necessariamente identici e simmetrici.
Punto intaglio aquilanoè caratterizzato da una rete larga fatta di treccine o travette con pippiolini con disegni non geometrici.
Punto antico aquilanoè caratterizzato da disegni non geometrici che disegnano fiori, volute, ornati, inseriti in una leggerissima rete (tulle) che dà risalto agli stessi.
Punto nuovo o torchonè caratterizzato da disegni geometrici spesso delineati da un filo più spesso (cordone), inseriti in varie reti di fondo.

## R
Reticelloè una trina ad ago di origine veneziana.

## T
Tombolo (strumento)è uno strumento di lavoro tradizionale usato per la tessitura di pizzi e merletti.
Tombolo aquilanoè un merletto lavorato a fuselli che rientra nella categoria dei merletti a fili continui.
Tombolo di Iserniaè il merletto a tombolo tipico della città di Isernia ("'re tummarieglie" in dialetto isernino)
Trecciaè una struttura complessa formata dall'intrecciamento di tre o più fili di materiale flessibile.
Trina ad agotipo di merletto eseguito con l'ausilio di un ago, esempio il reticello o l'Aemilia ars.

## V
Volantpizzo d'altezza grande (a partire da +/- 40 cm). Può essere con un bordo dritto oppure con uno smerlo più piccolo e differente rispetto allo smerlo opposto, più grande e importante. Può anche avere due bordi identici e simmetrici.